# Trialeti (plaats)
Trialeti (Georgisch: თრიალეთი) is een 'nederzetting met stedelijk karakter' (daba) in het zuiden van Georgië met 678 inwoners (2024), gelegen in de gemeente Tsalka (regio Kvemo Kartli). Het is gesitueerd op zeven kilometer van het gemeentelijk centrum Tsalka, op 1500 meter boven de zeespiegel op het Tsjotsjiani-plateau en boven de rechteroever van de Chrami-rivier. De regionale weg Tetritskaro-Tsalka loopt door Trialeti.

## Geschiedenis
Trialeti werd in 1857 als Alexandergilf opgericht toen gevluchte Zuid-Duitse protestanten zich hier vestigden. Tsaar Alexander I van Rusland had in 1815 toestemming gegeven voor de vestiging in de Kaukasus van deze Duitse religieus vervolgden. In Georgië vestigden zij zich voornamelijk in Tbilisi en de Kvemo Kartli regio. In 1921 werd het plaatsje tot Rosenberg omgedoopt en in 1941 veranderde de naam in Molotov. Dit gebeurde na de inval van Nazi Duitsland in de Sovjet Unie en de Kaukasusduitsers door de Sovjets naar het oosten werden gedeporteerd.
In 1944 kreeg de Molotov de status van een 'nederzetting met stedelijk karakter' (daba). In 1957 werd de huidige naam Trialeti gegeven. Trialeti heeft door deze ontstaansgeschiedenis een mix van traditionele Duitse en Georgische architectuur. De enige nog bestaande kerk in het dorp, die in 2017 werd hersteld, is van oorsprong Evangelisch-Luthers en werd in 1906 gebouwd. Tijdens de Sovjetperiode was er in Trialeti een collectieve veehouderij en een tuberculoseziekenhuis.

## Demografie
Begin 2024 had Trialeti 678 inwoners, een toename van 20% sinds de volkstelling van 2014. Volgens deze volkstelling bestond de bevolking vooral uit Georgiërs (82%), Armeniërs (10%) en Pontische Grieken (6%).
| Aantal               | 7591 | 1617 | 1435 | 1239 | 322 | 565 | 615 | 678 |
| Verantwoording data: |      |      |      |      |     |     |     |     |